# 焼火山
焼火山（たくひやま）は、島根県隠岐郡西ノ島町にある標高451.7メートルの山。

## 概要
西ノ島の最高峰であり、山頂からは海や西ノ島町市街地を望むことができる。島前は、焼火山を中央火口丘とする約630万年前から530万年前のカルデラと考えられている。山頂にある焼火神社は国の重要文化財に指定されている。